# Kippo
Kippo je skript v jazyce Python inspirovaný obdobným projektem Kojoney, licencovaný pod novou licencí BSD, vyvinutý k emulaci prostředí shellu a tvářící se jakožto plnohodnotný SSH terminál. Slouží k zachycení brute force útoků zejména na Linuxové servery, které provozují důležité aplikace, např. databázové servery finančního oddělení. Avšak z principu multiplatformnosti použitého jazyka je možné tento skript provozovat i na jiných OS. Veškeré akce, příkazy v emulovaném prostředí a stažené soubory (povětšinou sloužící k dodatečným útokům) jsou ukládány, lze je poté podrobně analyzovat a poté provést případná opatření počínaje blokací útočící IP adresy, rozsahu či provedení patřičných právních kroků.
Svým principem se tedy jedná o past, zvané jakožto honeypot, která poskytuje vzhledem k vlastnostem jazyka střední míru interakce s útočícím uživatelem.

## Hlavní vlastnosti
- Skript v jazyce Python
- Útočník nemá přístup k samotnému systému.[3]
- Prostředí, emulovaný systém souborů a dalších aspekty včetně falešných uživatelských účtů a hesel lze libovolně upravovat a měnit
- Možnost provést otisk adresářové struktury systému, na kterém je honeypot provozován, úpravu popisu HW součástí a emulovaných síťových rozhraní
- Záznam interakcí
- Možnost vlastních úprav skriptu dle BSD